# بئاتریس سارلو
بئاتریس سارلو (۲۹ مارس ۱۹۴۲ – ۱۷ دسامبر ۲۰۲۴) یک منتقد ادبی و فرهنگی آرژانتینی بود. او یکی از بنیان‌گذاران مجله فرهنگی پونتو د ویستا (نقطه نظر) بود. در سال ۲۰۰۹، او به دریافت جایزه نشان شایستگی فرهنگی نائل شد.

## زندگی‌نامه
بئاتریس سارلو در ۲۹ مارس ۱۹۴۲ متولد شد. او در مقاطع کارشناسی و کارشناسی ارشد در رشته ادبیات در دانشگاه بوئنوس آیرس تحصیل کرد. نویسنده، منتقد، و نمایشنامه‌نویس آرژانتینی، دیوید وینیاس، از اولین مربیان و تأثیرگذاران در زندگی او بود.
در سال ۱۹۷۸، او مجله فرهنگی نقطه نظر را بنیان‌گذاری کرد که یکی از صداهای برجسته مخالف در دوران رژیم نظامی که در سال ۱۹۸۳ به پایان رسید بود. به دلیل ماهیت استبدادی رژیم، سارلو و دیگر همکارانش مجبور بودند از نام‌های مستعار استفاده کنند و مسائل سیاسی را در برابر مسائل زیبایی‌شناختی قرار دهند. به‌طور پارادوکسیکال، این موضوع باعث بازاندیشی سیاسی شد که تفکرات سارلو را از گرایش قبلی به مارکسیسم و دیگر اشکال رادیکالیسم دور کرد. او به نگه داشتن مواضع سیاسی معتدل چپ ادامه داد و از تبلیغ هیجانات مربوط به تفکرات بازار آزاد یا همبستگی‌های پوپولیستی اجتناب کرد.
سارلو یک آکادمیسین برجسته و پرافتخار بود که به‌عنوان یک روشنفکر نیز فعالیت می‌کرد. او هم در موضوعات سنتی ادبی، از جمله کتابش دربارهٔ خورخه لوئیس بورخس که در سال ۱۹۹۳ منتشر شد و یکی از آثار برجسته دربارهٔ این داستان‌پرداز بزرگ آرژانتینی محسوب می‌شود، و هم در حوزه‌های فرهنگی دیگر مانند فمینیسم، ظهور شهر مدرن آرژانتینی، و برداشت‌های متفاوت آرژانتین از جایگاه خود در آمریکای لاتین کار کرده است.
این علایق مختلف با دغدغه کلی دربارهٔ روشنفکری و نحوه عملکرد ایده روشنفکری در بسترهای گفتمانی معاصر پیوند دارند. سارلو تنها یک متفکر محلی یا منطقه‌ای نبود، بلکه در بحث‌های جهانی مرتبط با نظریه انتقادی، پست‌مدرنیته و بی‌ثباتی ایدئولوژی‌های سیاسی ثابت پس از انقلاب‌های ۱۹۸۹ شرکت می‌کرد. او با این حال نسبت به بین‌المللی‌گرایی ساده‌لوحانه‌ای که در روشنفکر آرژانتینی پیشین، ویکتوریا اوکامپو، دیده می‌شد، هشدار داده است.
از برخی جنبه‌ها، پروژه سارلو مشابه کار متفکران نسل قبلی مانند آنخل راما بود، به‌ویژه از نظر توانایی او در عبور از مرزهای رشته‌ای و گفتمانی، اگرچه راما تأثیر چندانی بر سارلو نداشت.
سارلو با متفکران برجسته معاصر آرژانتینی مانند کارلوس آلتامیرا و ریکاردو پیگلیا همکاری کرده است. او کرسی ادبیات معاصر را در دانشکده هنر و ادبیات دانشگاه بوئنوس آیرس بر عهده داشت. در سال ۲۰۰۱، در شرایطی بحث‌برانگیز، از دستیابی به موقعیتی معادل استاد ممتاز بازماند.
او همچنین در چندین دانشگاه در ایالات متحده تدریس کرده است، کرسی سیمون بولیوار را در دانشگاه کمبریج بر عهده داشته و به عنوان پژوهشگر مدعو در مؤسسه مطالعات پیشرفته برلین فعالیت کرده است. علاوه بر این، سارلو به‌طور منظم برای روزنامه‌های آرژانتینی مانند لا ناسیون، کلارین (که برای آن ستون هفتگی می‌نوشت) و پاگینا ۱۲ مطالبی می‌نوشت.
سارلو در تاریخ ۱۷ دسامبر ۲۰۲۴ در بوئنوس آیرس، سه هفته پس از تحمل سکته مغزی، درگذشت.

## اظهارات فالکلند
در اوت ۲۰۲۱، بئاتریس سارلو در یک مصاحبه اظهار داشت که جزایر فالکلند قلمروی بریتانیا هستند و این اظهارنظر باعث محکومیت از سوی کهنه‌سربازان و مقامات دولتی شد. بخشی از جناح مخالف از موضع او دفاع کردند، زیرا او گفت که به انتقادات از اظهارات خود "کمترین اهمیت" می‌دهد. سارلو بیان کرد که فالکلندها مانند جنوب اسکاتلند هستند و ادعای آرژانتین درباره این جزایر زمانی مطرح شد که آرژانتین هنوز به‌طور کامل به‌عنوان یک ملت شکل نگرفته بود. او همچنین اعلام کرد که حمله به جزایر فالکلند در سال ۱۹۸۲ یک "عمل روان‌پریشانه ملی" بود.